# Giacinto Berloco
Giacinto Berloco (Altamura, 31 d'agost de 1941) és un religiós italià i diplomàtic de la Santa Seu, nunci apostòlic a diversos estats fins que es va retirar en setembre de 2016.

## Biografia
Originari d'Altamura, fou ordenat prevere a la prelatura d'Altamura el 19 de març de 1966. Va obtenir el doctorat en teologia i la llicenciatura en dret canònic.
El 1972 va entrar al servei diplomàtic de la Santa Seu i va prestar servei a les nunciatures apostòliques a Costa Rica, Països Baixos i Espanya; després fou destinat a la Secretaria d'Estat Vaticana. El 5 de setembre de 1974 el papa Pau VI li assignà el títol de capellà de Sa Santedat mentre el 24 de juny de 1985 el papaJoan Pau II l'elevà al títol de Prelat d'Honor de Sa Santedat.
El 15 de març de 1990 el papa Joan Pau II el nomenà bisbe titular de Fidene amb dignitat personal d'arquebisbe. Simultàniament el va nomenar pronunci apostòlic a Zimbabwe i delegat apostòlic a Moçambic. va rebre la consagració episcopal el 5 d'abril successiu per l'imposició de les mans del papa Joan Pau II i dels cardenals arquebisbes co-consagrants Giovanni Battista Re i Justin Francis Rigali.
El 17 de juliol de 1993 fou nomenat nunci apostòlic a Costa Rica mentre que el 5 maig de 1998 fou nomenat nunci a El Salvador i Belize. El 24 de febrer de 2005 fou nomenat nunci a Veneçuela.
El 18 de juny de 2009 el papa Benet XVI el va nomenar nunci a Bèlgica i el 24 de juliol successiu li fou assignada també la nunciatura a Luxemburg.
El dimecres 8 de març de 2017, el papa Francesc el va nomenar per a un mandat de cinc anys com a membre de la Congregació per als Bisbes. Un any abans havia renunciat a la nunciatura per raons d'edat (havia complert 75 anys).